# Association des sciences et technologies de l'information
Pour les articles homonymes, voir Asti (homonymie).
La Fédération française des Associations des sciences et technologies de l’information (ASTI), est la société savante française d’informatique de 1998 à 2011.  Elle remplace alors l'Association française pour la cybernétique économique et technique (AFCET) qui a tenu ce rôle de 1968 à 1998.
L’ASTI regroupait notamment les communautés :
- de terminologie (AILF)
- de système (Association Sigops de France, ASF)
- des enseignants-chercheurs en informatique (SPECIF et association EPI pour le secondaire)
- d’informatique fondamentale (AFIF)
- de programmation logique et de programmation par contraintes (Association française pour la programmation par contraintesAFPC)
- d’informatique de gestion (INFORSID)
- de maîtrise des systèmes d'information (ADELI)
- d’intelligence artificielle (AFIA)
- de reconnaissance des formes (AFRIF)
- des enseignants-chercheurs en automatique (Club EEA)
- de traitement de la langue naturelle écrite (ATALA, GRCE) et parlée (AFCP)
- de traitement graphique (AFIG)
- de traitement du signal (GRETSI)
- de traitement d’images (ACM-Siggraph Paris, AFRIF, GRETSI)
- de sciences cognitives (RC)
- d’interaction homme-machine (AFIHM)

Le rôle de l'ASTI a été repris en partie par la Société des personnels enseignants et chercheurs en informatique de France (SPECIF, créée en 1985), qui est la société savante en informatique en France depuis sa transformation en Société informatique de France (SIF) en 2012.